# 斎藤雅樹
斎藤 雅樹（さいとう まさき、1965年2月18日 - ）は、埼玉県川口市出身の元プロ野球選手（投手、右投右打）、野球解説者・野球評論家。

## 概要
読売ジャイアンツでは投手として、6度のリーグ優勝、3度の日本シリーズ優勝に貢献。個人ではNPBで歴代投手3位となる合計25個のタイトル（12個）・主要表彰（13個）を獲得している。
サイドスローの投球フォームで1989年から1990年代の巨人投手陣を支え「平成の大エース」と呼ばれた。
桑田真澄、槙原寛己とともに先発「三本柱」と呼ばれた。3人の中でも抜きん出た成績を残し、1994年には、10.8決戦に登板し、勝利投手となった。
連続完投勝利記録（11）とシーズン最多完封回数（7）のNPB最多記録を持ち、2年連続20勝達成などでセ・リーグ最多記録となる最多勝利を5回獲得、セ・リーグ最多タイ記録となる最高勝率を3回獲得、セ・リーグ投手最多タイ記録となるベストナインを5回受賞している。平成初の沢村栄治賞を受賞し、史上4人目の沢村栄治賞3回受賞も達成した。
選手時代の愛称は同音姓の芸能人・斎藤清六にちなんでセイロク。評論家となってからは、フジテレビONEの「プロ野球ニュース」などで「雅樹さん」と呼ばれている。

## 経歴

### プロ入り前
東京都足立区で出生し、幼稚園児の時に埼玉県川口市に移り生活。父親は金属工場に勤務するへら絞り職人。小学校5年時に、川口リトル・レッドボーイズで軟式野球を始めた。入団のきっかけは、川口市の「市政だより」で選手募集の情報を目にした実母が、本人に無断で募集に応じたことにある。本人は入団に乗り気でなかったが、「やると決めたら一生懸命やる」という性格から、入団テストでは地肩の強さを遠投で発揮。その強肩を見込まれて合格すると、捕手として本格的に野球に打ち込むことになったという。
川口市立北中学校を経て進学した川口市立川口高校で硬式野球部に入ると、かつて阪神タイガースの投手として通算31勝を挙げていた内山清監督の指導で頭角を現す。3年時（1982年）夏の全国高等学校野球選手権埼玉大会では決勝で熊谷高校と対戦したが、8回裏にエースの江頭靖二から2点適時打を打たれたことが響き、1対3で敗戦。結局、在学中は春夏とも甲子園球場の全国大会へ出場できなかった。

### 1994年まで
1982年度ドラフト会議にて読売ジャイアンツが最初に1位で指名した荒木大輔（早稲田実業）を抽選で外し、外れ1位として指名を受け、契約金3500万円、年俸300万円で契約を合意し、入団。当時の新聞では契約金4000万円、年俸260万円（金額は推定）と報じられた。担当スカウトは伊藤菊雄。打撃、守備センスの良さから、野手転向を勧める声もあったが、当時監督の藤田元司のアドバイス（投球時の腰回転がサイドスロー向きだったという）もあり、サイドスローへ転向。
1984年に一軍デビュー。8月28日の横浜大洋ホエールズ戦で救援登板し、遠藤一彦から自らサヨナラ適時打を打った。
1985年にはローテーションに定着し、リーグ最多の4完封、チーム最多の12勝を挙げ、最終戦まで最優秀防御率のタイトルを争う活躍を見せる（最終戦で8回1/3を自責点0に抑えれば1位に躍り出る状況だったが、シーズン本塁打日本記録のかかっていたランディ・バースに全打席出塁を許すなど5回1/3を4自責点に終わった）も、それ以降は不遇な時期もあった。王貞治監督時代は一軍と二軍を往復し、敗戦処理が役割だった時期もある。
1986年オフ、当時連日トレード騒動の渦中にあった落合博満の移籍先として大本命と言われていた巨人との交渉の中でロッテ側がトレード要員として斎藤を指名してきたことで、斎藤にも「明日、会社に電話するように」と電話が来たことにより、本人もトレードだと思って覚悟を決めていたということだったが、その日の夜に落合の中日移籍の一報が流れ、この年の斎藤の移籍は無くなる。ロッテ側が斎藤獲得に固執するも、巨人側が「斎藤は出せない」と意見したことで両者の交渉が暗礁に乗り上げていたという。0勝に終わった翌1987年オフにも南海の山内孝徳との交換要員として名前が上がるが、江川卓の引退によりこのトレード話も白紙となる。
1989年、巨人の監督に復帰した藤田から再び指導を受ける。「ノミの心臓で気が弱い」という評価などから、王は「斎藤は先発には向かない」などとしていたが、藤田は斎藤に対し、「お前は気が弱いんじゃない、気が優しいんだ」、「（斎藤が「マウンドに上がるのが怖い」と言った際）投手というのは臆病でないといけないんだ。色々考えたら臆病になる。怖いというのは、お前が色々考えている証拠だ」などと諭し先発で起用し続けたことなどで才能が開花。サイドスローからの140km/h超の威力あるストレート、鋭いカーブ（スライダーという評論家もいるが本人はカーブと言っている）とシンカーを武器に、3試合連続完封勝利を含む11試合連続完投勝利の日本記録を達成（#11試合連続完投勝利参照）。8月12日の対中日ドラゴンズ戦（ナゴヤ球場）では9回一死まで被安打0の快投。あと2人でノーヒットノーラン達成という状況にまで迫ったが、音重鎮にチーム初安打を許したのを機に崩れ、最後は落合博満に逆転サヨナラ3点本塁打を許した。だが、それでも最終的にはシーズン20勝を記録し、西本聖（中日）と最多勝のタイトルを分け合った。さらに、最優秀防御率とベストナインも獲得し、平成初の沢村賞を受賞した。同年のシーズン途中に角盈男が日本ハムに移籍したため背番号「11」が空き番号となっていたこともあり、翌年から背番号も入団時から付けていた「41」から「11」に変更した。
1990年も8試合連続完投勝利を挙げるなど、20勝を挙げ、最多勝、最優秀防御率、最高勝率（当時表彰なし）、最優秀選手、ベストナイン、ゴールデングラブ賞を獲得し、日テレや読売新聞等では「平成の大エース」、「球界のエース」、「ミスター完投」と呼ばれるまでに成長した。2021年シーズン終了まで、この年の斎藤を最後に2年連続20勝投手は現れていない。もっとも、シーズン最後の3試合は2勝1敗で2年連続20勝を果たすも、19イニングで自責点16と打ち込まれ、2年連続防御率1点台は逃す。その不調は日本シリーズでも露呈し、チームのシリーズ敗退の一因となった。斎藤は「疲れです。シーズンだけで燃え尽きてしまうんですよね」と後に回顧している。また沢村賞も野茂英雄が受賞し、2年連続とはならなかった。奪三振（斎藤146、野茂287）、完投数（斎藤19、野茂21）、登板数（斎藤27、野茂29）、投球回数（斎藤224回、野茂235回）は野茂の方が上だったが、勝ち星（斎藤20、野茂18）、勝率（斎藤.800、野茂.692）、防御率（斎藤2.17、野茂2.91）、完封数（斎藤6、野茂2）は斎藤の方が上だった。
1991年は前年終盤からの不調が続いて精彩を欠いた。8月13日の大洋戦で6回裏に5失点を喫した際に投じた1イニング62球は当時日本記録であった（現在は2位タイ）。
1992年は一転して好調をキープし、3度目の最多勝のタイトルを獲得。さらに最高勝率で、ベストナインとゴールデングラブ賞にも選ばれた。
1993年から1997年まで5年連続で開幕投手を務めた。
1993年は右肩の故障で成績を落とし、ヤクルト優勝決定後の10月16日（チーム128試合目）に5年連続2桁勝利を目指して先発するも敗戦投手、チーム最終戦の130試合目には、1点ビハインドの6回裏から投げるも、味方が逆転できずに結局2桁勝利を逃した。
1994年から1996年は3年続けて開幕戦完封勝利を収める偉業を達成した。

#### 11試合連続完投勝利
1989年5月10日に行われた対横浜大洋ホエールズ戦、この試合は斎藤にとって連続完投勝利記録の1試合目であり、後年出版された『日本野球25人 私のベストゲーム』で斎藤自身が「最も記憶に残る試合」として選んだものである（この節の出典は、特記がない限り同書にもとづく）。
斎藤は5月7日の対広島東洋カープ戦（広島市民球場）で先発登板したものの、いきなり広島打線に捕まり、被安打3・与四死球2の3失点で、2回表に回った打順で代打を送られて降板、翌日の朝日新聞は「汗もかかずに降板」と書き立てた。この直後、5月10日の横浜大洋ホエールズ戦（横浜スタジアム）の先発を言い渡された。通常、先発投手はシーズン5 - 6人程度でローテーションが組まれるが、中2日で登板することはいわゆる「瀬戸際」で、斎藤自身も前年に出身校である市立川口高校のマネージャーだった女性と結婚したばかりで、奮起すべき材料はいくつもあったということである。
10日の試合で、巨人は8回表まで5対1とリードしていたが、8回裏に1点差に迫られ、さらに同点・逆転のピンチを迎えた。斎藤は交代を願う気持ちもあり、ベンチを見たが、藤田は交代の動きを示さなかった。結局、斎藤は代打の加藤博一を打ち取り、ピンチを脱した。この後、斎藤は、9回裏を無失点に抑え、シーズン3勝目を挙げた。試合後、藤田は「（9回に）走者が出たらリリーフを出そうと思っていた」と述べ、斎藤は「最後まで投げさせてくれるんだな、とうれしかった」とコメントしていた。
この試合における藤田の8回の判断については、5月11日付読売新聞は、「『粘れ斎藤!』藤田監督辛抱の続投　大成期待8回ピンチにも動かず」と比較的大きく取り上げたが、同日付の毎日新聞（上記）の扱いは小さく、朝日新聞、日本経済新聞では触れられず、当時の注目度は大きいとは言えなかった。なお、この試合の敗戦投手は、大洋の先発斉藤明夫であったため、朝日新聞、毎日新聞は、「斎藤対決は巨人に軍配」と報じた。
|    | 登板日  | 対戦チーム | スコア | 球場   | 投球回 | 自責点 |
| -- | ------- | ---------- | ------ | ------ | ------ | ------ |
| 1  | 5月10日 | 大洋       | 5-4    | 横浜   | 9      | 2      |
| 2  | 5月17日 | 中日       | 5-2    | 平和台 | 9      | 2      |
| 3  | 5月24日 | ヤクルト   | 6-1    | 東京D  | 9      | 1      |
| 4  | 5月30日 | 大洋       | 7-0    | 新潟   | 9      | 0      |
| 5  | 6月4日  | 阪神       | 10-0   | 東京D  | 9      | 0      |
| 6  | 6月10日 | ヤクルト   | 6-0    | 神宮   | 9      | 0      |
| 7  | 6月16日 | 中日       | 2-1    | 東京D  | 10     | 1      |
| 8  | 6月24日 | 阪神       | 3-1    | 甲子園 | 9      | 1      |
| 9  | 7月1日  | ヤクルト   | 10-1   | 神宮   | 9      | 1      |
| 10 | 7月8日  | 大洋       | 7-2    | 横浜   | 9      | 2      |
| 11 | 7月15日 | ヤクルト   | 6-0    | 東京D  | 9      | 0      |

#### 10.8決戦
1994年の斎藤はシーズン当初こそ快調に勝ち星を重ねていたが、打線の調子の低下もあり、8月24日に13勝目を挙げて以来勝ち星が無いままシーズン終盤を迎えていた。優勝のかかった10月6日のヤクルトスワローズ戦（明治神宮野球場）に先発登板したが、1点リードの7回表に打順が回ったところで代打を送られて降板し、直後の7回裏にリリーフした槙原寛己が逆転打を浴びて勝利投手になれず、チームも8日の同率首位最終決戦に臨むこととなった。
10月8日の対中日戦は、巨人先発の槙原が2回途中で相手打線に打ち込まれ、2回裏、2-2の同点で無死一・二塁となったところで斎藤にリリーフ登板が告げられた。後年、斎藤は「（前回登板から）中1日だったし、出番はないと思っていたけど、ブルペンで投げていたら山倉さん（当時一軍バッテリーコーチ）が『おい、斎藤』と。思わず聞こえないフリをした」と述べている。桑田と同様に斎藤も試合前日に監督の長嶋茂雄に呼び出され、出番について告げられたとする文献もあるが、斎藤は否定している。
斎藤はこの回を、今中慎二のバントを処理した際に二塁走者を三塁で封殺、続く清水雅治から三振を奪い、同時に今中のバントで二塁に進んでおり、大きくリードをとっていた中村武志を捕手村田真一が牽制球でアウトとして、追加点（逆転）を阻んだ。この後、巨人は勝ち越しに成功。斎藤は6回に彦野利勝の適時打による1失点があったのみで、6回まで投球し、この試合の勝利投手となった。7回からは桑田が斎藤を救援する形で登板し、そのまま試合は終了。「胴上げ投手」となった桑田は、自著『桑田真澄という生き方』で「（槙原が早い段階で降板したため）『これは、早い回に代わるかもしれないぞ』と思った。二番手の斎藤さんは、シーズン後半に調子を落としていたから、（中略）しかし、斎藤さんが中日の勢いを止めた。（中略）巧みなピッチングで、6回の1失点に抑えた」と述べている。
斎藤は、試合終了後のインタビューで、「やればできる、できるんです。最後の最後でいい仕事ができた」と大声で叫んだ。後年、さらに、「5回途中に内転筋を痛めたが、テーピングをグルグルに巻いて投げた。あの試合で投げられたことが自信になり、さらにレベルアップできたと思う」と述べた。
投手コーチだった堀内恒夫はあらかじめ槇原、斎藤、桑田の順番で登板させることを決めていたものの、10月6日の試合で右足内転筋を痛めていた斎藤を本音では登板させたくなかったと後年振り返っている。10月6日のリリーフ登板が打者2人で交代しスタミナが温存されていると思われる先発の槇原に5回は投げてほしいと願っていたものの、先述したように2回無死から登板するという誤算に見舞われたが斎藤は5回1失点で手堅くまとめ勝利を引き寄せた。しかしこの試合で無理をしたことが斎藤が通算180勝にとどまった理由ではないかと堀内は振り返っており、もしこの登板がなければ200勝していたとも分析している。

### 1995年以降
1995年は最多勝と最多奪三振の二冠で2度目の沢村賞に輝き、ベストナインとゴールデングラブ賞も受賞。2年連続の好成績で隔年投手のイメージを払拭。同年の日本一のヤクルト戦では、4完封を挙げた。
1996年8月16日、通算150勝のかかったヤクルト戦では、9回二死から同点に追いつかれた後も12回まで179球を投げきった。12回裏の打順で斎藤の代打に送られた岸川勝也が凡退し、二死無走者。この試合での150勝はお預けかと思われた矢先に当時新人の仁志敏久がサヨナラ本塁打を放ち、土壇場で150勝を達成した。この年は最多勝、最優秀防御率を獲得。最高勝率でもあった。ベストナインとゴールデングラブ賞も受賞し、2年連続で沢村賞に選ばれ、史上4人目となる3回目の沢村賞を受賞した。日本シリーズ第1戦に先発し7回3失点に終わる。のちに、この時が右肩の調子が絶好調の最後の登板だったと振り返った。
1997年は、自主トレーニングから肩の違和感を覚える中、ヤクルトとの開幕戦で広島から移籍してきた小早川毅彦に開幕3連発を打たれるなど精彩を欠き1桁勝利に終わる。
1998年は10勝を挙げたが、これが自身最後の2桁勝利及び年間規定投球回到達となった。
1999年は、前年の右腕の故障に加え、足の内転筋の故障など全盛期のストレートが投げられず、わずか5勝に終わり、周囲からは衰えもささやかれた。
2000年も故障で出遅れ、一軍昇格は8月下旬にまでズレ込んだ。自身のモデルチェンジが功を奏し、5度の先発機会で3勝を挙げる活躍を見せた。2000年の日本シリーズでは1勝2敗で迎えた4戦目の先発に起用され、敵地福岡ドームでダイエー打線を相手に6回2/3を1失点に抑える好投を見せ、11年ぶりに日本シリーズで勝ち投手となった。その後は勢いを取り戻した巨人が連勝し、日本一を達成。これが自身最後の日本シリーズ出場となった。
復活が期待された2001年のシーズンでは開幕ローテーションに入り、4月22日の対横浜ベイスターズ戦でシーズン初勝利を挙げたが、5月6日の対横浜ベイスターズ戦で2回の走塁時に故障し、1回で降板、そのまま二軍降格となった。その回復に時間を要したが、シーズン最終盤ヤクルトとの優勝争いの中でリリーフ投手として一軍復帰し、5試合連続で中継ぎ登板を行うなど奮闘した。結果的に優勝を逃し、監督の長嶋が勇退。斎藤自身も故障した身体が限界に達したため、同シーズン限りで現役引退を発表。9月30日には同じく引退を発表していた槙原寛己・村田真一と共に引退試合が行われた。

### 現役引退後
2002年から2003年の2年間は一軍投手コーチ。
2004年から2005年にはフジテレビ野球解説者・スポーツ報知野球評論家、沢村賞選考委員を務めた。
2006年に監督の原辰徳と共に一軍投手コーチとして復帰。
2008年から2009年は二軍投手コーチを務めた。
2010年から2015年は再び一軍投手コーチを務めた。
2016年からは二軍監督を務め、イースタン・リーグの優勝を達成（2015年前任の岡崎郁二軍監督と2017年途中から就任した内田順三二軍監督時代を含めとイースタン・リーグ三連覇）。
2017年7月15日から再び一軍投手コーチを務める。
2016年1月18日、野球殿堂入りを果たした。
2016年9月26日に第1回WBSC U-23ワールドカップの日本代表監督を務めることが発表された。
2018年は一軍投手総合コーチ。シーズン終了後の10月22日に一軍投手総合コーチ退任が発表された。
2019年からは14年ぶりにフジテレビの野球解説者に復帰した他、日本テレビにも本数契約で出演した。
2021年、リクルートの「AirPay」CMに「三本柱」の槙原寛己・桑田真澄と共に出演。

## 選手としての特徴
巨人で1986年から一時低迷していたのは、前年（1985年）に初めての2桁勝利を挙げたことで相手打者の研究が進んだことに加えて、太腿の裏の筋肉を繰り返し痛めていたことにもよる。このような低迷から脱却すべく、投球時の右腕の角度をめぐって試行錯誤を重ねていたところ、内野手の出身で当時の二軍監督だった須藤豊から「（アナログ時計で長針と短針が）10時10分の（時刻を示す位置のような）イメージでいいんじゃないか」というアドバイスを受けた。本人によれば、須藤のアドバイスに沿って右腕の角度を真横より少し高い位置でボールを放せるようになったことが、入団当初の一軍監督だった藤田元司が復帰してから「先発完投型の投手」として大きな飛躍を遂げることにつながったという。
投球スタイルは常時145km/h前後の直球（ナチュラルシュート）、スライダー（真ッスラ）、大きく沈むシンカー、カーブを操っていた。もっとも、古田敦也によると直球とスライダーの2球種でほぼ完結していたとのこと。
通算打撃成績は、打率は.165ながらも、123安打、26二塁打、1三塁打、5本塁打で、シーズン打率.200以上は3度、うち1度は.300を記録している（シーズン20打席以上）。
対戦した山﨑武司には、斎藤のスライダーは2回曲がって見えたという。また、古田は「スライダーは百発百中やったよね」とスライダーの制球力を絶賛した。

## 詳細情報

### 年度別投手成績
| 年 度      | 球 団      | 登 板 | 先 発 | 完 投 | 完 封 | 無 四 球 | 勝 利 | 敗 戦 | セ 丨 ブ | ホ 丨 ル ド | 勝 率 | 打 者 | 投 球 回 | 被 安 打 | 被 本 塁 打 | 与 四 球 | 敬 遠 | 与 死 球 | 奪 三 振 | 暴 投 | ボ 丨 ク | 失 点 | 自 責 点 | 防 御 率 | W H I P |
| ---------- | ---------- | ----- | ----- | ----- | ----- | -------- | ----- | ----- | -------- | ----------- | ----- | ----- | -------- | -------- | ----------- | -------- | ----- | -------- | -------- | ----- | -------- | ----- | -------- | -------- | ------- |
| 1984       | 巨人       | 17    | 1     | 0     | 0     | 0        | 4     | 0     | 0        | --          | 1.000 | 177   | 44.0     | 36       | 3           | 13       | 1     | 4        | 43       | 1     | 0        | 15    | 15       | 3.07     | 1.11    |
| 1985       | 巨人       | 41    | 20    | 5     | 4     | 1        | 12    | 8     | 7        | --          | .600  | 626   | 155.0    | 125      | 14          | 53       | 5     | 3        | 124      | 0     | 2        | 59    | 51       | 2.96     | 1.15    |
| 1986       | 巨人       | 35    | 6     | 2     | 0     | 0        | 7     | 3     | 1        | --          | .700  | 351   | 90.0     | 64       | 7           | 24       | 7     | 4        | 63       | 0     | 1        | 26    | 24       | 2.40     | 0.98    |
| 1987       | 巨人       | 6     | 0     | 0     | 0     | 0        | 0     | 0     | 0        | --          | ----  | 30    | 5.0      | 14       | 4           | 2        | 0     | 0        | 4        | 0     | 0        | 12    | 10       | 18.00    | 3.20    |
| 1988       | 巨人       | 38    | 0     | 0     | 0     | 0        | 6     | 3     | 3        | --          | .667  | 254   | 66.2     | 45       | 6           | 17       | 4     | 1        | 55       | 2     | 0        | 14    | 14       | 1.89     | 0.93    |
| 1989       | 巨人       | 30    | 30    | 21    | 7     | 4        | 20    | 7     | 0        | --          | .741  | 944   | 245.0    | 178      | 15          | 53       | 3     | 5        | 182      | 2     | 0        | 52    | 44       | 1.62     | 0.94    |
| 1990       | 巨人       | 27    | 27    | 19    | 6     | 3        | 20    | 5     | 0        | --          | .800  | 876   | 224.0    | 177      | 17          | 52       | 2     | 2        | 146      | 2     | 0        | 59    | 54       | 2.17     | 1.02    |
| 1991       | 巨人       | 24    | 24    | 10    | 1     | 1        | 11    | 11    | 0        | --          | .500  | 740   | 178.2    | 171      | 12          | 40       | 3     | 3        | 103      | 2     | 0        | 73    | 67       | 3.38     | 1.18    |
| 1992       | 巨人       | 25    | 25    | 12    | 5     | 2        | 17    | 6     | 0        | --          | .739  | 757   | 187.2    | 165      | 15          | 48       | 2     | 3        | 148      | 1     | 0        | 56    | 54       | 2.59     | 1.13    |
| 1993       | 巨人       | 23    | 22    | 3     | 1     | 1        | 9     | 11    | 0        | --          | .450  | 609   | 149.2    | 135      | 10          | 40       | 1     | 4        | 105      | 3     | 0        | 56    | 53       | 3.19     | 1.17    |
| 1994       | 巨人       | 30    | 27    | 11    | 5     | 2        | 14    | 8     | 0        | --          | .636  | 820   | 206.1    | 183      | 16          | 32       | 2     | 6        | 144      | 2     | 0        | 60    | 58       | 2.53     | 1.04    |
| 1995       | 巨人       | 28    | 27    | 16    | 6     | 2        | 18    | 10    | 0        | --          | .643  | 836   | 213.0    | 166      | 18          | 50       | 1     | 3        | 187      | 1     | 0        | 72    | 64       | 2.70     | 1.01    |
| 1996       | 巨人       | 25    | 25    | 8     | 4     | 1        | 16    | 4     | 0        | --          | .800  | 768   | 187.0    | 172      | 13          | 44       | 3     | 5        | 158      | 0     | 0        | 52    | 49       | 2.36     | 1.16    |
| 1997       | 巨人       | 19    | 19    | 2     | 0     | 0        | 6     | 8     | 0        | --          | .429  | 493   | 118.1    | 126      | 15          | 34       | 3     | 1        | 61       | 0     | 0        | 58    | 54       | 4.11     | 1.35    |
| 1998       | 巨人       | 23    | 22    | 4     | 1     | 1        | 10    | 7     | 0        | --          | .588  | 594   | 146.1    | 132      | 13          | 40       | 2     | 4        | 93       | 2     | 0        | 56    | 50       | 3.08     | 1.18    |
| 1999       | 巨人       | 17    | 15    | 0     | 0     | 0        | 5     | 2     | 0        | --          | .714  | 362   | 83.0     | 89       | 10          | 31       | 0     | 3        | 45       | 1     | 0        | 44    | 43       | 4.66     | 1.45    |
| 2000       | 巨人       | 5     | 5     | 0     | 0     | 0        | 3     | 1     | 0        | --          | .750  | 125   | 34.1     | 20       | 4           | 4        | 0     | 1        | 20       | 0     | 0        | 8     | 8        | 2.10     | 0.70    |
| 2001       | 巨人       | 13    | 6     | 0     | 0     | 0        | 2     | 2     | 0        | --          | .500  | 167   | 41.2     | 42       | 6           | 7        | 0     | 0        | 26       | 0     | 0        | 21    | 20       | 4.32     | 1.18    |
| 通算：18年 | 通算：18年 | 426   | 301   | 113   | 40    | 18       | 180   | 96    | 11       | --          | .652  | 9529  | 2375.2   | 2040     | 198         | 584      | 39    | 52       | 1707     | 19    | 3        | 793   | 732      | 2.77     | 1.10    |

- 各年度の太字はリーグ最高

### 通算打撃成績
774打数123安打（.165） 5本塁打　57打点

### タイトル
- 最多勝利：5回（1989年、1990年、1992年、1995年、1996年）※ セ・リーグ最多記録、2年連続はセ・リーグ最長タイ記録[注 4]
- 最優秀防御率：3回（1989年、1990年、1996年）※3回、2年連続はともに菅野智之に次ぐセ・リーグ2位タイ
- 最多奪三振：1回（1995年）
- 最高勝率：3回（1990年、1992年、1996年） ※当時連盟表彰なし[注 5]、堀内恒夫、北別府学、上原浩治と共にセントラル・リーグ最多タイ記録[43]

### 表彰
- 沢村栄治賞：3回（1989年、1995年、1996年）※杉下茂、金田正一、村山実、山本由伸と共に最多タイ記録[44]
- 最優秀選手：1回（1990年）
- ベストナイン：5回（投手部門：1989年、1990年、1992年、1995年、1996年）※歴代投手2位タイ記録（他は稲尾和久、山田久志、菅野智之）、セ・リーグ投手最多タイ記録（他は菅野智之）
- ゴールデングラブ賞：4回（投手部門：1990年、1992年、1995年、1996年）
- 野球殿堂競技者表彰（2016年）
- 月間MVP：5回（投手部門：1989年6月、1990年5月、1990年7月、1994年6月、1995年7月）
- 最優秀投手：5回（1989年、1990年、1992年、1995年、1996年）
- 最優秀バッテリー賞：1回（1996年 捕手：村田真一）
- IBMプレイヤー・オブ・ザ・イヤー賞：5回（1989年、1990年、1994年、1995年、1996年）
- 最優秀JCB・MEP賞：2回（1990年、1995年）
- 優秀JCB・MEP賞：1回（1989年）
- JA全農Go・Go賞：1回（最多奪三振賞：1995年5月）
- 東京ドームMVP：1回（1994年）
- ヤナセ・ジャイアンツMVP賞：2回（1989年、1995年）
- 報知プロスポーツ大賞：3回（1989年、1990年、1995年）

### 記録
初記録
- 初登板：1984年4月6日、対阪神タイガース1回戦（後楽園球場）、8回表に3番手で救援登板、2/3回2失点
- 初奪三振：1984年4月14日、対阪神タイガース5回戦（阪神甲子園球場）、4回裏に山川猛から
- 初勝利：1984年8月19日 対横浜大洋ホエールズ20回戦（横浜スタジアム）、3回裏二死に2番手で救援登板・完了、6回1/3を4失点
- 初先発・初先発勝利：1984年9月26日、対広島東洋カープ24回戦（後楽園球場）、8回2失点
- 初セーブ：1985年4月21日 対広島東洋カープ2回戦（広島市民球場）、7回裏に2番手で救援登板・完了、3回無失点
- 初完投勝利・初完封勝利：1985年6月13日、対ヤクルトスワローズ12回戦（福井県営球場）

節目の記録
- 1000投球回：1991年9月22日、対広島東洋カープ26回戦（広島市民球場） ※史上244人目
- 100勝：1993年4月30日、対ヤクルトスワローズ1回戦（東京ドーム）、先発登板で8回1失点 ※史上105人目
- 1000奪三振：1994年5月6日、対中日ドラゴンズ1回戦（東京ドーム）、2回表に大豊泰昭から ※史上92人目
- 1500投球回：1994年8月24日、対ヤクルトスワローズ20回戦（東京ドーム） ※史上139人目
- 150勝：1996年8月16日、対ヤクルトスワローズ17回戦（東京ドーム）、12回3失点完投勝利 ※史上40人目
- 2000投球回：1997年6月26日、対横浜ベイスターズ14回戦（横浜スタジアム） ※史上77人目
- 1500奪三振：1997年8月3日、対阪神タイガース19回戦（阪神甲子園球場）、3回裏に桧山進次郎から ※史上41人目

日本記録
- 3年連続開幕戦完封
- 11試合連続完投勝利
- 沢村賞受賞回数（3回）

通算記録
- 通算勝率.652 ※歴代3位（通算投球回2000以上）

その他の記録
- オールスターゲーム出場：6回（ファン投票選出：1996年／監督推薦：1989年、1990年、1994年、1995年、1998年） ※1992年も監督推薦で選出されるも出場辞退[45]

### 背番号
- 41（1983年 - 1989年）
- 11（1990年 - 2001年）
- 85（2002年 - 2003年、2006年 - 2015年、2018年）
- 77（2016年 - 2017年）

### 監督歴
- 2016 WBSC U-23ワールドカップ 日本代表